# Clavija (escalada)

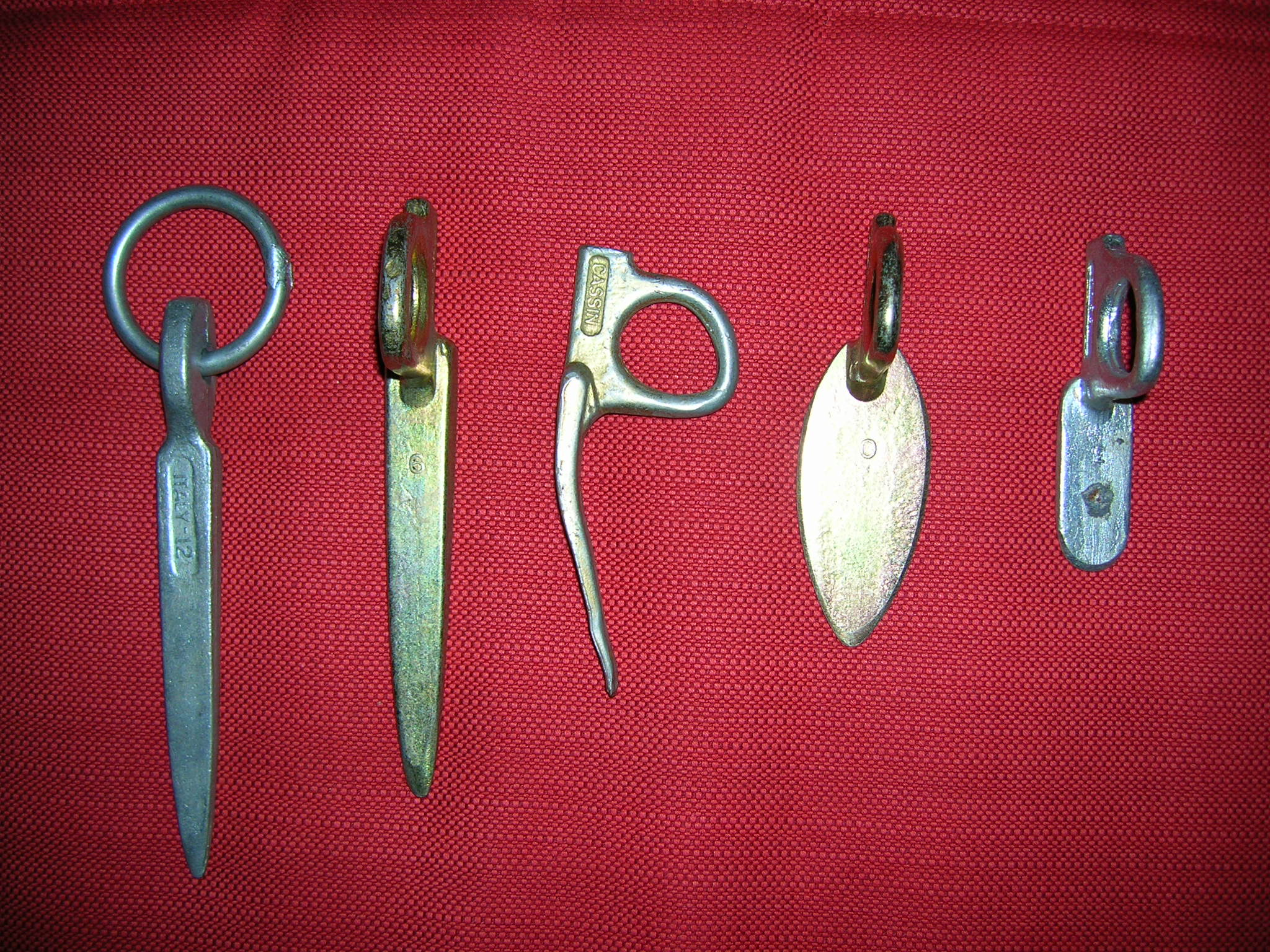
Diferentes tipos de clavijas

Una clavija, clavo o pitón se emplea en escalada o alpinismo y consiste en una lámina metálica con una anilla en el otro extremo, que se hunde en las fisuras de paredes o del terreno con un martillo y que sirve de punto de anclaje para impedir al escalador caer o para asegurar su progresión. La argolla sirve para pasar un mosquetón por donde se pasa la cuerda. Su capacidad de carga depende de la calidad del anclaje en la grieta respectiva y su envejecimiento debido a la corrosión.

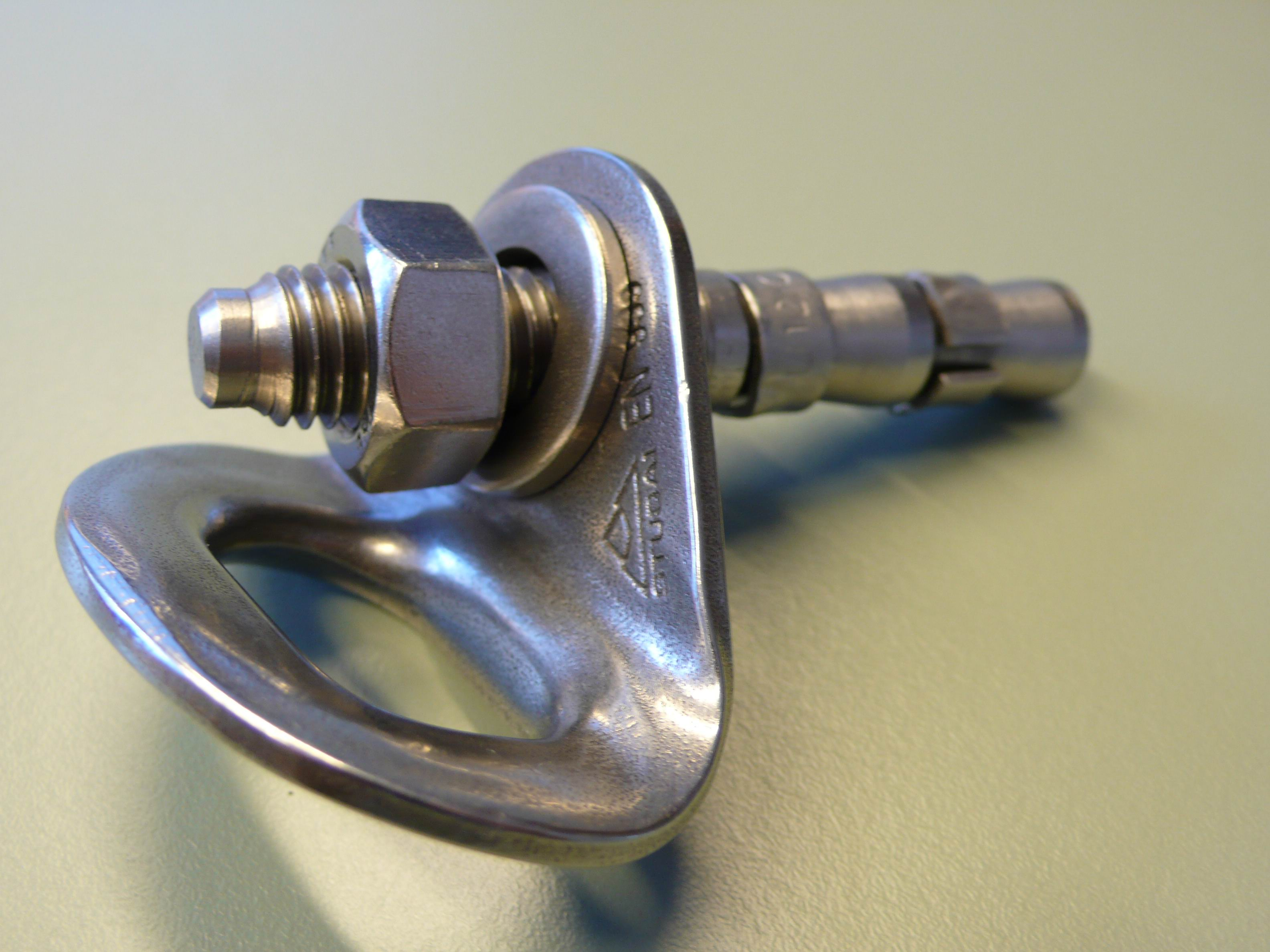
Clavija de expansión

Las clavijas fueron la forma original de protección y todavía se usan cuando no hay alternativa. El martilleo repetido y la extracción de clavijas dañan la roca, y los escaladores que apoyan la ética de la escalada limpia evitan su uso a ser posible. Con la popularización de la escalada limpia en la década de 1970, las clavijas fueron reemplazadas en gran medida por una protección limpia más rápida y fácil de usar, como los fisureros y los dispositivos de levas.  Las clavijas aún se encuentran (como clavijas "fijas") en algunas rutas de escalada libres establecidas, como anclajes fijos de estaciones de aseguramiento y en lugares donde las fisureros o levas no funcionan; y se utilizan en algunas escaladas duras como ayuda.

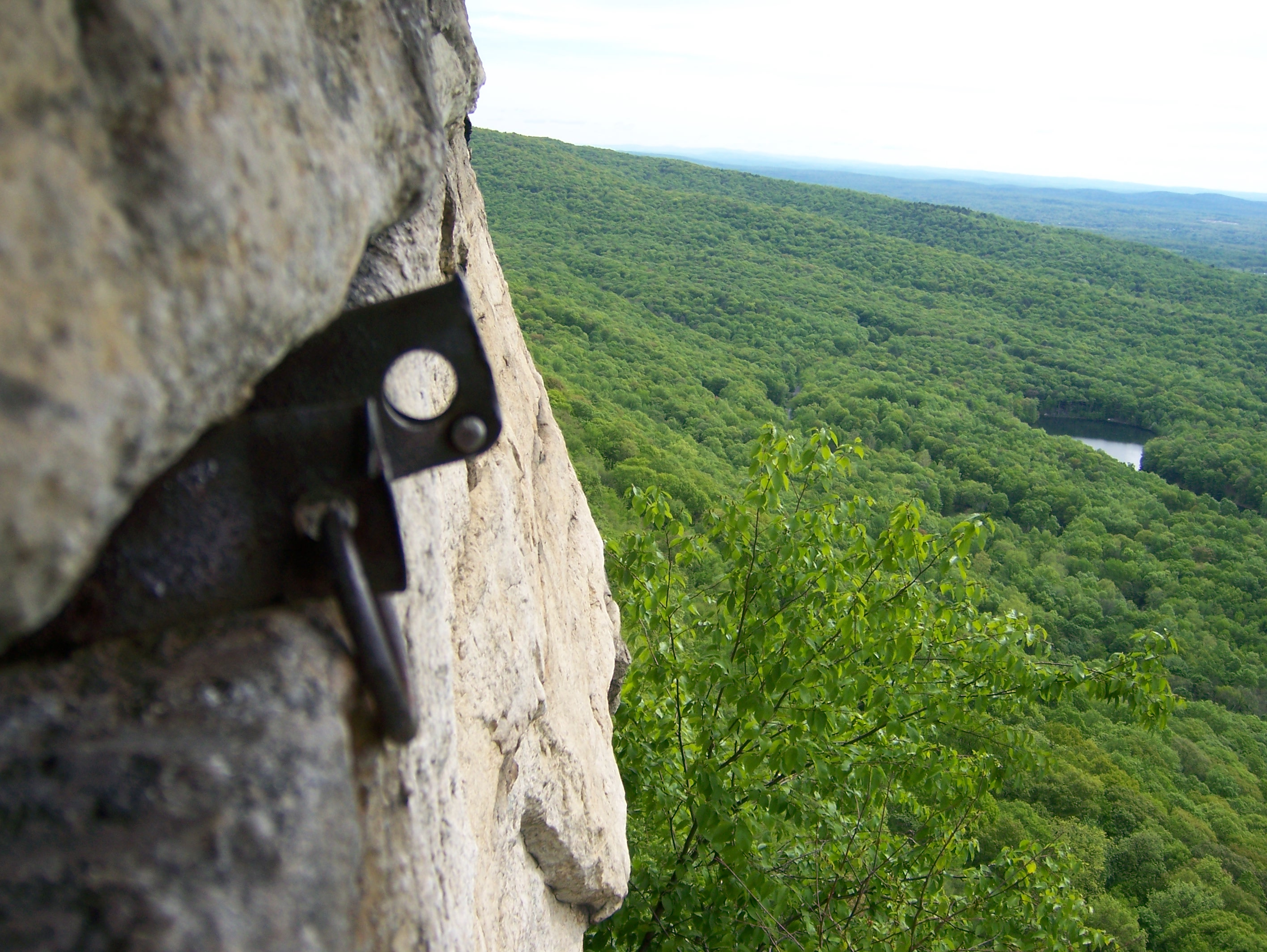
Clavija antigua en una pared